# Marie-Gabrielle de Luxembourg
Marie-Gabrielle de Luxembourg, née le 2 août 1925 à Colmar-Berg (Luxembourg) et morte le 9 février 2023 à Ledreborg (Danemark), est une princesse de Luxembourg, devenue par mariage comtesse de Holstein-Ledreborg. Elle est la fille de la grande-duchesse Charlotte de Luxembourg et du prince Félix de Bourbon, prince de Parme.

## Biographie

### Famille
Née Marie-Gabrielle Aldegonde Wilhelmine Louise au château de Colmar-Berg le 2 août 1925, elle est la sœur du grand-duc Jean et la tante et marraine de l'actuel grand-duc Henri, qui règne depuis 2000 sur le Grand-Duché de Luxembourg,. Elle est la troisième fille et la quatrième des six enfants du prince Félix de Bourbon-Parme, et de la grande-duchesse Charlotte de Luxembourg, qui règne sur le grand-duché de 1919 à 1964.
Elle est baptisée le 8 août 1925 au château de Colmar-Berg par mgr Petrus Nommesch, évêque de Luxembourg, en présence du prince Félix et des dignitaires de la cour.
Marie-Gabrielle passe ses premières années au château ancestral de Fischbach et au palais grand-ducal de Luxembourg, où elle reçoit sa première éducation.

### Seconde Guerre mondiale
Le 10 mai 1940, en raison de l'invasion allemande, Marie-Gabrielle et sa famille quittent le grand-duché pour se réfugier au Portugal, où, après un bref séjour en Dordogne et en Espagne, elles parviennent, à Vilar Formoso le 23 juin 1940. Un mois plus tard, Marie-Gabrielle et les siens embarquent pour les États-Unis, où ils sont rejoints par la grande-duchesse avant de s'installer à Montréal en octobre 1940. Inscrites au Collège Jésus-Marie de Sillery près de Québec, en 1941, Marie-Gabrielle et ses sœurs s'installent ensuite, en 1943, en Grande-Bretagne, où elles deviennent volontaires pour la Croix-Rouge britannique, jusqu'au retour définitif de la famille grand-ducale au Luxembourg en avril 1945,.

### Princesse artiste
Au lendemain de la guerre, sous la direction du peintre et sculpteur luxembourgeois, Auguste Trémont, la princesse Marie-Gabrielle étudie la sculpture et, à partir de 1950, expose ses œuvres, notamment au Salon animalier de Paris, et également dans son pays natal, sous le nom d'artiste « mademoiselle de Clervaux »,.

### Mariage et postérité

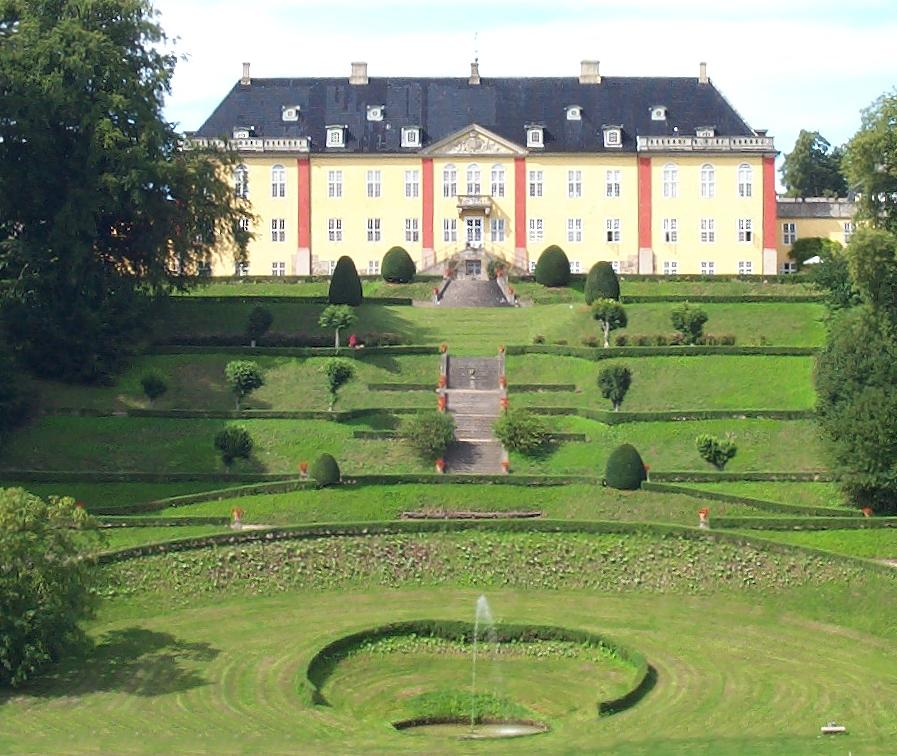
Le château de Ledreborg.

Lors du mariage de Jacques de Bourbon-Parme avec Birgitte de Holstein-Ledreborg, célébré en 1947 au château de Ledreborg, Marie-Gabrielle, cousine du marié, rencontre pour la première fois Knud, comte de Holstein-Ledreborg (né le 2 octobre 1919 et mort le 25 juin 2001). Danois de religion catholique, grand veneur de la cour de Danemark, à l'instar de son père, Knud est le fils de Joseph comte de Holstein-Ledreborg (1874-1951) et de Louise Christine, comtesse Hamilton (1887-1974).
Le 5 novembre 1951, Marie-Gabrielle épouse civilement, dans la plus stricte intimité, en raison de la mort récente du père du marié, et religieusement le lendemain, au château de Berg, Knud de Holstein-Ledreborg. La cérémonie nuptiale religieuse a lieu en présence de nombreux membres des familles de Luxembourg, de Bourbon-Parme, ainsi que de l'archiduc Robert d'Autriche-Este. Baudouin, roi des Belges, est représenté par l'ambassadeur Joseph Berryer. L'office religieux est célébré dans la chapelle paroissiale du château par mgr Léon Lommel, évêque co-adjuteur de Luxembourg.
De ce mariage naissent sept filles :
- la comtesse Monica Charlotte Louise Maria de Holstein-Ledreborg, née le 29 juillet 1952 au château de Ledreborg, épouse en 2003 Henrik de Dompierre de Jonquières (1950), sans postérité.
- la comtesse Lydia Maria Adelaide de Holstein-Ledreborg, née le 22 février 1955 à Roskilde, épouse en 1980 le prince Éric de Bourbon-Parme (1953) ; divorcés en 1999, dont postérité[N 2]. Elle se remarie en 2001 avec Martin Bergsøe (1948), sans postérité.
- la comtesse Veronica Birgitt Maria Holstein, née le 19 janvier 1956 au château de Ledreborg, épouse au château de Ledreborg le 18 août 1979 François Bruno de Pottère (1949), dont postérité[N 3].
- la comtesse Silvia Charlotte Maria de Holstein-Ledreborg, née le 1er janvier 1958 au château de Ledreborg, épouse au château de Ledreborg le 4 août 1979 John Munro of Foulis (1959), dont postérité[N 4]. Elle est l'héritière du château de Ledreborg.
- la comtesse Camilla Josephine Marie de Holstein-Ledreborg, née le 26 février 1959 au château de Ledreborg et morte le 4 juillet 2010, épouse au château de Ledreborg le 11 janvier 1986 le baron Eric Rudolf Bertouch-Lehn (1956) ; divorcés en 1995, dont postérité[N 5].
- la comtesse Tatiana Alix Marie de Holstein-Ledreborg, née le 25 avril 1961 à Luxembourg, épouse au château de Ledreborg le 14 août 1999 Mark von Riedemann, dont : Thérèse Silvia Maria von Riedemann, née en 2000.
- la comtesse Antonia Charlotte Marie Jeannette de Holstein-Ledreborg, sœur consacrée de la communauté de l'Emmanuel en 1992, née le 19 juin 1962 à Ledreborg.

### Mort et funérailles
Dernière survivante de sa fratrie et veuve depuis 2001, la princesse Marie-Gabrielle meurt à l'âge de 97 ans le 9 février 2023 à Ledreborg,,. Ses funérailles ont lieu le 18 février à 11 heures au château familial de Ledreborg près de Copenhague. Le grand-duc Henri de Luxembourg, filleul de la défunte, y assiste,.

## Titulature
- 2 août 1925 – 5 novembre 1951 : Son Altesse Royale la princesse Marie-Gabrielle de Luxembourg, princesse de Nassau, princesse de Bourbon-Parme ;
- 5 novembre 1951 – 25 juin 2001 : Son Altesse Royale la princesse Marie-Gabrielle de Luxembourg, princesse de Nassau, princesse de Bourbon-Parme, comtesse de Holstein-Ledreborg ;
- 25 juin 2001 – 9 février 2023 : Son Altesse Royale la princesse Marie-Gabrielle de Luxembourg, princesse de Nassau, princesse de Bourbon-Parme, comtesse douairière de Holstein-Ledreborg.